# Idillio di Sigfrido
L'Idillio di Sigfrido (in tedesco Siegfried-Idyll, WWV 103) è una composizione per orchestra da camera scritta da Richard Wagner nel 1870. È stato concepito come regalo di compleanno per la sua seconda moglie, Cosima, nell'anno del loro matrimonio (25 agosto 1870), seguito alla nascita del loro figlio Siegfried (6 giugno 1869). La prima esecuzione si è tenuta a sorpresa presso la villa della famiglia Wagner, al risveglio di Cosima, nella mattina di Natale del 1870, nella quale lei festeggiava anche il suo trentatreesimo compleanno.
Era stata Cosima la prima ad ideare sorprese musicali per le feste familiari: in occasione del cinquantaseiesimo compleanno di Wagner (22 maggio 1869) lei l'aveva svegliato con un'esecuzione dello squillo di Sigfrido fuori dalla sua camera da letto, mentre per il compleanno successivo aveva ingaggiato un'intera banda militare formata da cinquantacinque musicisti, che aveva eseguito presso la loro casa la Huldigungsmarsch (WWV 97).

## Prima esecuzione

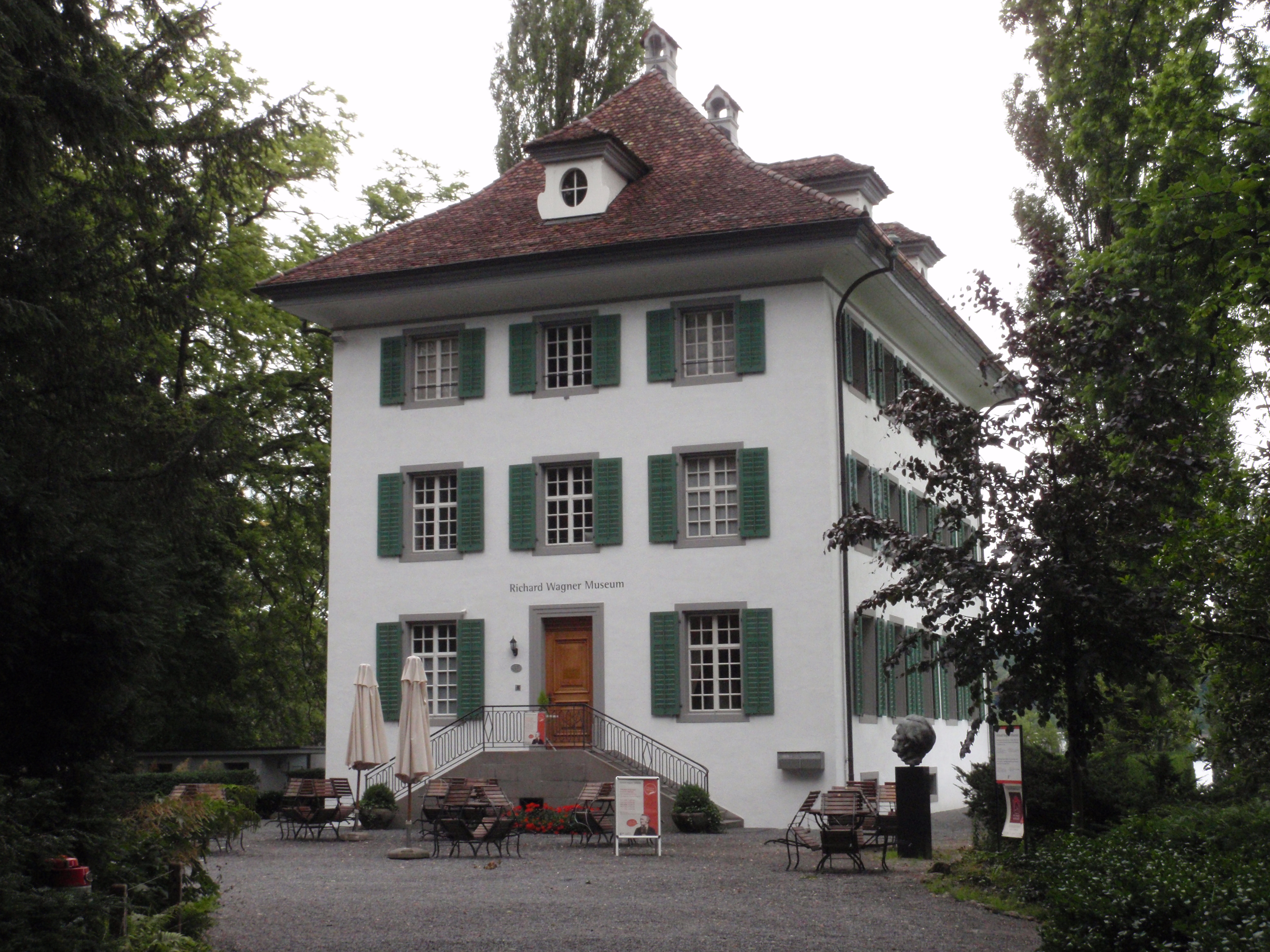
La villa di Wagner a Tribschen.

L'Idillio è stato eseguito per la prima volta la mattina del 25 dicembre 1870 nella villa di Wagner a Tribschen, nei pressi di Lucerna, da una piccola orchestra formata da quindici musicisti (quattro violini, due viole, violoncello, contrabbasso, flauto, oboe, fagotto, due clarinetti e due corni). Tra essi vi era il famoso direttore d'orchestra Hans Richter, che ha suonato la viola e ha anche eseguito la breve parte della tromba, imparando a suonare lo strumento appositamente per l'occasione. Wagner aveva consegnato la partitura a Richter a inizio dicembre, e questi a Zurigo aveva copiato le parti e preparato l'orchestra. Il brano è stato provato l'11 e il 21 dicembre a Zurigo in presenza di Wagner, e l'orchestra ha raggiunto Lucerna solo nella vigilia di Natale, tenendo una prova generale presso l'Hôtel du Lac. Nel mattino di Natale gli orchestrali, dopo aver accordato gli strumenti nella cucina di casa Wagner, si sono collocati nella scala che portava alla camera da letto di Cosima e, alle sette e mezza del mattino, hanno cominciato l'esecuzione diretti dal compositore stesso. Quel mattino Cosima è stata svegliata dalle note dell'Idillio, come ha annotato nel suo diario:
(Diario di Cosima Wagner, domenica 25 dicembre 1870)
Dopo il risveglio e la colazione, l'orchestra ha eseguito nuovamente l'Idillio, seguito dalla marcia nuziale del Lohengrin e dal settimino di Beethoven, concludendo con una terza esecuzione dell'Idillio.

## Musica
La musica è fittamente intessuta di sentimenti personali del compositore e del suo amore per la moglie e la famiglia. In esso trovano posto le gioie di quel periodo: il grande amore per Cosima, la pace familiare dopo anni di relazione in segreto, la gioia per la nascita del tanto atteso figlio, la soddisfazione professionale legata al procedere della composizione del ciclo del Nibelungo. La sua genesi si colloca infatti nel 1870, che Wagner definisce come il più felice anno della sua vita. In quell'anno si era sposato con Cosima: i due si erano dichiarati amore sette anni prima, quando ancora erano entrambi sposati, e dopo anni di scandali e la nascita di tre figli (Isolde, Eva e Sigfried) Cosima aveva infine divorziato da Hans von Bülow e aveva sposato Richard il 25 agosto, nella chiesa protestante di Lucerna.
L'intitolazione originale era Tribschener Idyll mit Fidi-Vogelsang und Orange-Sonnenaufgang, als Symphonischer Geburtstagsgruss. Seiner Cosima dargebracht von Ihrem Richard (Idillio di Tribschen con cinguettio di Fidi e alba d'arancio, un regalo sinfonico di compleanno da Richard alla sua Cosima) e conteneva riferimenti a fatti personali della coppia, in particolare Fidi era il soprannome del loro figlio Siegfried e il titolo fa riferimento a un canto d'uccelli, udito alla nascita del figlio e rimasto impresso nella memoria di Wagner, che aveva inserito nella musica. "Alba d'arancio" si riferiva al gioco di luce creato dai raggi del sole all'alba sulla carta da parati arancione della camera da letto di Cosima in quel giorno. Il titolo finale, Idillio di Siegfried, risale a un'esecuzione tenuta a Meiningen nel 1877.
La forma della composizione è piuttosto libera, combinando elementi di musica assoluta (inizialmente riportava la denominazione di "regalo sinfonico") e intenti programmatici, e può essere vista come una struttura ABA' molto ampia (una deformazione della sonata propria del tardo Ottocento), nella quale A e A' hanno alcuni aspetti di un'esposizione e ripresa (individuabile a battuta 286), con A' che incorpora anche elementi della sezione B. La musica ha un carattere molto intimo e sentimentale, una dolce ninna nanna, e la successione degli episodi musicali è contrassegnata da temi distinti. Il primo tema dell'Idillio (bb. 29-37) era probabilmente stato recuperato da alcune bozze preparate da Wagner diversi anni prima, nel periodo in cui i due si erano dichiarati:
Si trattava, secondo Ernst Newmann, di materiale per un ipotetico quartetto che Wagner aveva intenzione di dedicare a Cosima, abbozzato nel 1864 presso il lago di Starnberg. La tesi del quartetto però non è confermata e alcuni critici ritengono che non sia mai esistito e che il materiale fosse stato scritto originariamente per il Sigfrido. Il fatto che l'origine del tema risalga a quegli anni è testimoniato da una bozza datata 14 novembre 1864 e da diverse annotazioni di Cosima nel suo diario nel quale riferiva, in merito a delle musiche che il marito le aveva fatto ascoltare (e che scherzosamente avevano attribuito a possibili sinfonie o quartetti), di come alcuni temi scritti nel periodo a Starnberg avessero trovato una collocazione nelle sue composizioni. La stessa melodia verrà riutilizzata ancora nel Sigfrido (1876), come tema di Brunilde (Ewig war ich) nella scena finale dell'opera (atto III, bb. 1478-85). Gli indizi citati in precedenza, uniti all'isolamento che il tema mostra rispetto al materiale musicale dell'Anello, confermano il fatto che sia nato come motivo di musica strumentale. Il tema da battuta 148 può essere associato al tema Hort der Welt e quello a battuta 259 al tema Sie ist mir ewig, ist mir immer Erb', del Sigfrido.
Nella composizione è presente anche il tema di un'antica ninna nanna tedesca, Schlaf, Kindchen, schlafe (in tedesco: dormi, bimbo, dormi), trascritta da Wagner nel 1868 prima della nascita di Siegfried, che nell'Idillio è affidato all'oboe accompagnato dagli archi (b. 91). Anch'esso era stato studiato da Wagner per un altro lavoro cameristico rimasto incompiuto; secondo Ernest Newman tale tema era correlato alla seconda figlia di Wagner, Eva.
Questi ed altri riferimenti musicali presenti nel pezzo, rimasti a lungo sconosciuti, testimoniano quanto fosse carico di significati personali per la famiglia Wagner. La composizione era stata infatti concepita come personale regalo e non per la diffusione. Wagner è stato costretto a pubblicare la composizione nel 1878, tramite l'editore B. Schott, a causa dei debiti che lo opprimevano. Il legame con tale musica era però ancora molto forte nella famiglia, e Cosima annotava nel suo diario di aver pianto a seguito di questa triste necessità, quando "il tesoro segreto è diventato proprietà pubblica". In occasione della pubblicazione Wagner ha anche ampliato l'orchestrazione, per rendere il pezzo commercialmente più appetibile, e ha aggiunto una poesia come dedica:
Der meinen Werk die Werdestätte fand,

Von Dir geweiht zu weltenrückter Stille,

Wo nun es wuchs und kräftig uns erstand,

Die Heldenwelt uns zaubernd zum Idylle,

Uraltes Fern zu trautem Heimatland.

Erscholl ein Ruf da froh in meine Weisen:

„Ein Sohn ist da!“ - der musste Siegfried heissen.
Für ihn und Dich durft’ ich in Tönen danken,

Wie gäb’ es Liebestaten hold’ren Lohn?

Sie hegten wir in uns’res Heimes Schranken,

Die stille Freude, die hier ward zum Ton.

Die sich uns treu erwiesen ohne Wanken,

So Siegfried hold, wie fruendlich uns’rem Sohn.

Mit Deiner Huld sei ihnen jetzt erschlossen,

Was sonst als tönend Glück wir still genossen.»
ha trovato santuario per questo mio lavoro.

Sei tu, il cui amore mi concede quiete,

dove il mirabile eroe del mondo cresce in spirito,

splendendo di magica bellezza come una stella,

nata in qualche antica dimora celestiale remota.

Improvvisamente arriva alle mie orecchie un messaggio giosioso:

"Un figlio è tuo!" - Siegfried sarà il suo nome.
Ed ora per entrambi i miei amati canti felici si destano,

la mia anima in musica come il tuo amore in dono prende,

le gioie della memoria in segreti santuari rinchiude,

tenere come le dolci pieghe di una rosa.

Rivela la tua grazia, lascia guardare oltre l'amicizia,

Siegfried, nostro figlio, il premio del nostro amore,

e tutti i cuori pieni di fede in immutabile compagnia,

il messaggio di questo canto capiranno.»
( Richard Wagner, Siegfried-Idyll, Magonza, B. Schott's Söhne, 1878 ca.)

## Organico
L'orchestrazione originale è contenuta, anche per via dell'ambiente ristretto (la scala) nel quale era programmata l'esecuzione, e prevede tredici parti: flauto, oboe, 2 clarinetti, fagotto. 2 corni, tromba, archi (violini I e II, viola, violoncello, contrabbasso). La parte della tromba è molto breve, lo strumento interviene solo in tredici battute (su un totale di 405). Per la pubblicazione Wagner ha ampliato l'orchestrazione e oggi l'Idillio viene spesso eseguito da orchestre più ampie, con diversi musicisti per ogni sezione degli archi. Le esecuzioni moderne sono spesso più lente rispetto a quelle più datate, però in una lettera dell'epoca si riferisce che l'esecuzione arrivasse intorno ai 25 minuti.